# アビタン

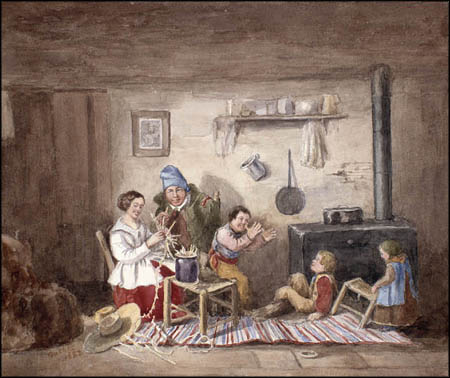
アビタンの家族
コーネリアス・クリーグホフ作 （1852年）

アビタン　(Habitants）とは、フランス出身、またはフランス移民を先祖に持つ、ヌーベルフランスの農民をさす。特に、現在のケベック州の、セントローレンス湾やセントローレンス川沿岸に住んでいた人々のことで、彼らは自らをこう呼び、また、17世紀から20世紀初頭までは、ヌーベルフランスの他の社会階層の人々からもこう呼ばれていた。20世紀に入ると、この言葉は衰退し、より現代的な、農民（アグリクルテュール）、または農産物生産者（プロデュクテュール・アグリコール）という表現へと変わっていった。

## アビタンと領主の所有地

ヌーベルフランスの土地の区画、中央に製粉小屋がある。

ヌーベルフランスのアビタンの身分は、主に彼らの領主（seigneur）との関係により定められていた。領主の多くは、フランスから来た貴族または聖職者で、広大な領土または荘園を有する者にのみ領主の称号が課せられた。このような制度のもと、上流人士が領地を所有し、伝統にのっとった封建制を作り上げた。
領主の土地で得られた豊富な富は、主にアビタンが開拓することによって築かれたものだった。国王ルイ13世が制定した土地に関する規則には、土地が一定期間開墾されない場合には、罰金を課すると定められていた。このため、領主の代わりに、アビタンに土地が貸し下げられた 。土地の権利証書を受けたアビタンは、何種類もの課税金と、制約を受けることに同意しなければならなかった。その中でも、最も重要なのは土地の賃貸であった。土地を貸すことにより、金と作物または労働が入手できたからである。ただし、一旦土地を賃貸にした場合、物価の上昇や、時代の遷移にかかわらず、条件を変更することはできなかった。
加えて、領主の、住民に対する責任行為はさほど多くなかった。領主は借地人のために製粉小屋を建てることが義務付けられていたが、その見返りとして、借地人は収穫した穀物をこの製粉所で挽き、粉14袋につき1袋を領主に差し出さなければならなかった。領主はまた、特定の日に、住民に賦役を課す権利と、漁業地や林業地、共同放牧地の権利を要求することができた。しかし、義務を果たしたアビタンは、事実上自分がその土地の所有者となり、子供にその土地を相続させることもできた。
フランス統治の末期には、領主たちの要求はより大きなものとなって行った、領主たちは、アビタンの収める年貢だけでは真に豊かな生活はできず、かと言ってアビタンから多くの年貢を取り立てて、貧困に追いやることも不可能だった。住民たちは農奴ではなく自由民であり、領主たちは「領地内の生産活動に関する、特定かつ限られた権利を握っている」だけの存在だった。領主とアビタンとに土地の所有権がある場合、両者はこの権利がもとで反目し合っていた。

## 農業

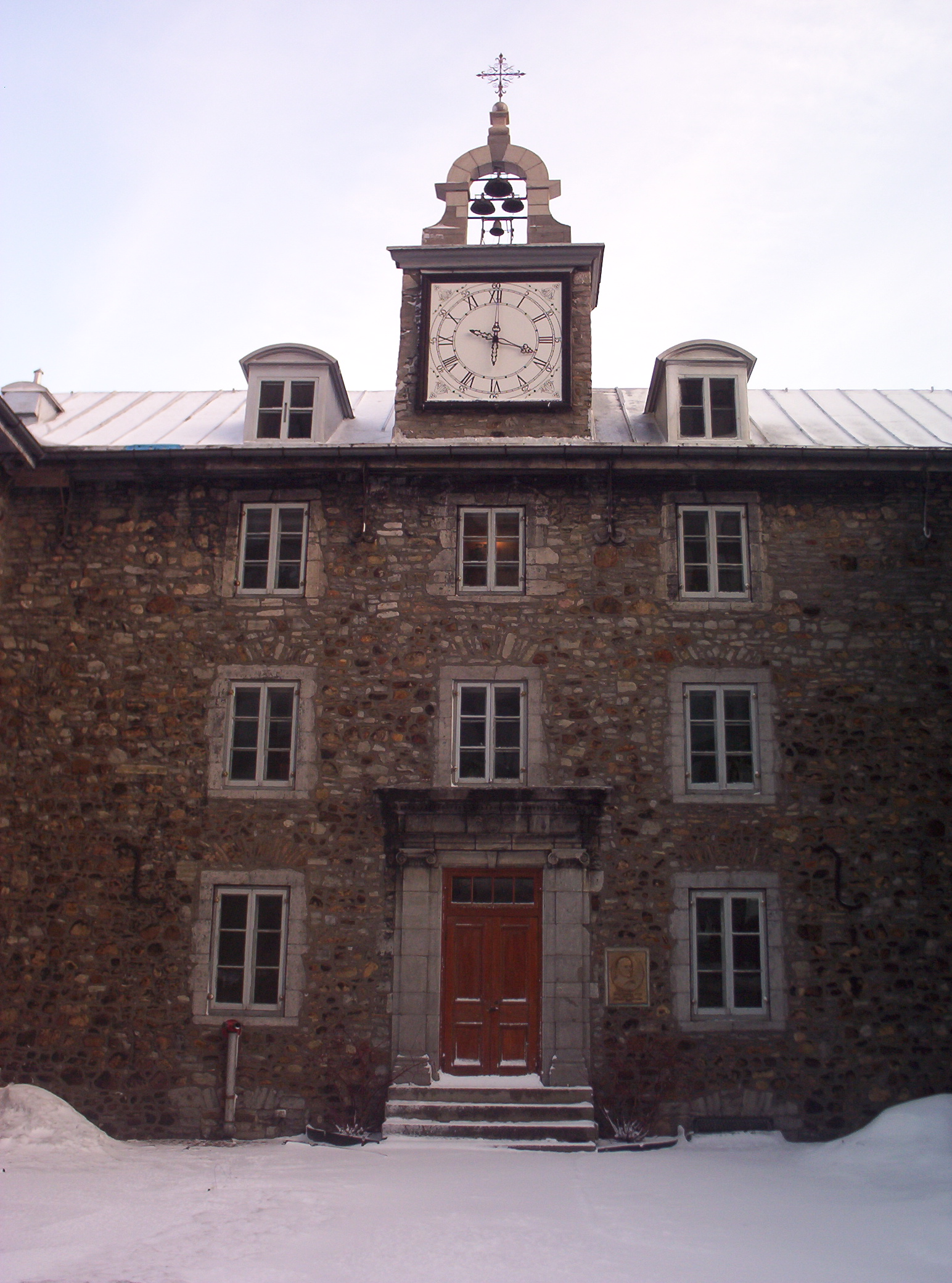
聖スルピス会の旧神学校

フランス統治下のヌーベルフランスでは、領土は、川に面した地域から内陸の森林地帯まで、長方形にひらけていた。このような土地の区画は、中世ヨーロッパでは長い間、土地を開拓する上で代表的な形であり、そのため、この地に入植してきたフランス系住民には有利であった。陸上での輸送の需要を最小限にするため、家屋は寄せ合って建てられた。ヌーベルフランスの場合、この、陸路を使わないやり方がよく馴染んでおり、そのため、隣近所と、セントローレンス川へ通じる水路の角との連は簡単であった。水上交通は当時最も重要な交通手段だった。アビタンの夫婦は、領主から土地を貸し下げられ、領主はその領地の特定の部分を管理していた。領地は、教会組織が管理することもしばしばあった。たとえば聖スルピス会の聖職者は、モントリオールのすべての地域を含む広大な領地を管理していた。聖スルピス会が領地を得たのは1663年のことで、ここに、イエズス会とは別の神学校を開設した。

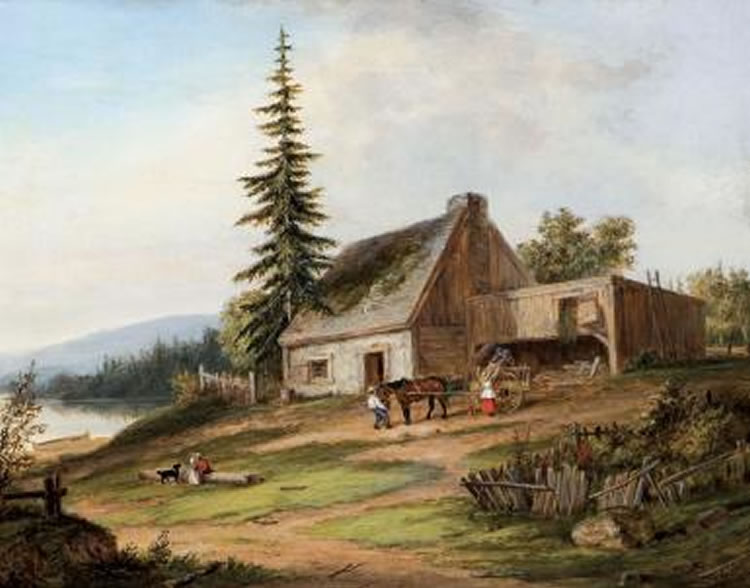
アビタンの家

一旦土地を貸し下げされたアビタンの夫婦にとって、最初にするべきことは、カエデや松やブナの木を切り倒して、自分たちの開拓地を切り開くことだった。切り倒した木の丸太は小屋づくりのために集め、それ以外の枝は開拓地をまっさらな状態にするために燃やされた。夏に開墾をすることで、1から2アルパン（1エーカーに相当）の土地を切り開くことができただろう 。アビタンの建てた小屋は、フレンチカナディアン様式の、こぎれいな「ピエス・スール・ピエス」（piece sur piece）で。間口6メートル、奥行き8メートルほどであった。彼らの農場は、キャベツや玉ねぎや、そのほかの野菜を植えた菜園はもちろん、動物を飼ったり、家族のための煙草を栽培したりした。農場や作物、動物の世話をするのは、妻の仕事であった。子供たちは、成長するにつれて両親の農場管理を手伝った。時折「クー・ド・マン」（coup de main、奇襲）に見舞われた際には、隣近所や親戚の助けが得られた。また、収穫は家族全員で行った。懸命な農作業の結果、アビタンは自分の農場の作物で、ほとんど自給自足できるようになった。主要産物は小麦で、ほかにもライ麦やカラス麦、大麦、えんどう豆、トウモロコシなども作られ、小麦、カラスムギ、えんどう豆が主な換金作物だった。他にリンゴやイチゴもできた。アビタンは通常豚肉や野生獣の肉を食べた。リンゴ酒やミルクがよく飲まれ、裕福なアビタンの中にはコーヒーや紅茶を飲むものもいた。気候の点では厳しかったものの、開墾地は豊富にあって、処女地のため生産性も高く、18世紀には毛皮交易から農業に経済の中心が移って行った。
土地相続の規則はパリ慣習法によるもので、両親の所有地はすべての子供たちに等しく分けられるようになっていた。この規則は単に、それぞれの相続人の土地所有を主張しているだけで、文字通りの分割を要求しているわけではなかった。たとえば、兄弟姉妹の場合、一人が他の兄弟または姉妹の土地を買ってそこの管理をし、一方で他の兄弟姉妹たちはその中の共有地とそれぞれの相続分を使用できて、農場を作ることが可能だった。また、未開墾地が豊富なところでは、子供たちが結婚したのち、その地を開墾させることを条件として、領主から使用権を与えることもあった。他に、跡取りの子以外の子供たちに財産を分け与えて、ほかの土地を開墾させたりもした。この場合の跡取りは最年少の子で、結婚の時点で両親の土地を継ぐことになっていた。
パリ慣習法は、現在のケベック州民法典のもととなっている。

## 経済と税金

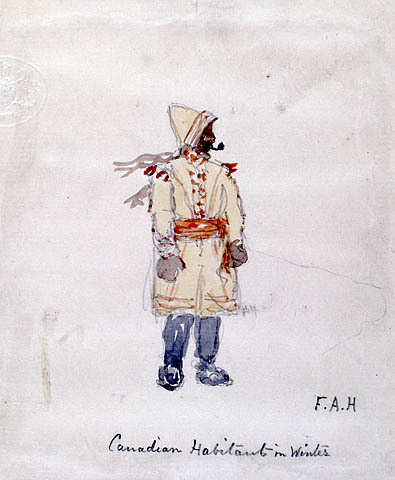
冬の服装をしたアビタン F.A. ホプキンス作 （1858年）

ほとんどのアビタンが、市場に出すよりも、自分たちを満足させるために穀物を育て、食物と衣類を得た。ケベックの市場が小さかったため、いざという時の蓄えのほうに力を入れた。ケベックが建設されて間もないころでさえ、ヌーベルフランスにおける農民の数はきわめて多かった。1851年には、ケベックの住民のおよそ70パーセントが農民であったと言われている。アメリカ合衆国の東部では、この数字はかなり違ったものであった。全人口に占める農民の比率の統計では、1870年のマサチューセッツの農民は全体のわずか13パーセント、ニューヨークでは25パーセントであった。同じ時期、農業従事者は、ケベックの労働人口の過半数を占めていた。カナダとアメリカとの対照的なこの数字から、ニューヨークの農民の平均と比較して3分の1の国内市場という事実に、ケベックの農民が直面していたことがわかる 。しかし、18世紀に入って人口が増え、輸出も行われるようになり、アビタンの納税を考えて、余剰生産が行われ、ケベックの作物は他のフランス植民地にも輸出されるようになった。
領主から土地を貸し下げられるに当たって、ある責任、または義務が生じた。まず、アビタンは、その土地を耕し、作物を作って生活することが期待された。1年以内に土地の一部が耕されない場合は、領主は「ドロワ・ド・レユニオン」（droit de reunion）を使った。これは「再所有の権利」という意味である。2番目に、領主にアビタンが支払う税はいくつもあった。一つは「サン」、これは2ソル（sol、フランスの旧貨幣単位、20分の1リーヴル）から6ソルの間だった。これは金額にあまり価値がなく、多くの場合象徴的なものであった。土地の賃料は一般的に、1アルパンに対して20ソルだった。アビタンが土地を売った場合は、領主は「ロ・エ・ヴァント」（lot et vente、払下げ地と売上高の意味）も受け取った。これは売価の12分の1に相当する金額だった。アビタンのもうひとつの義務は、領主の製粉所で麦を挽き、麦全体の14分の１にあたる使用料を収めることだった。アビタンの一部は、自分が取った魚全体の13分の1を領主に献上した。またさらに一部のアビタンは、種まき、収穫、あるいは刈り入れの時期の賦役が課せられた、これはコルヴェ（corvee）と呼ばれた。

## 家庭生活

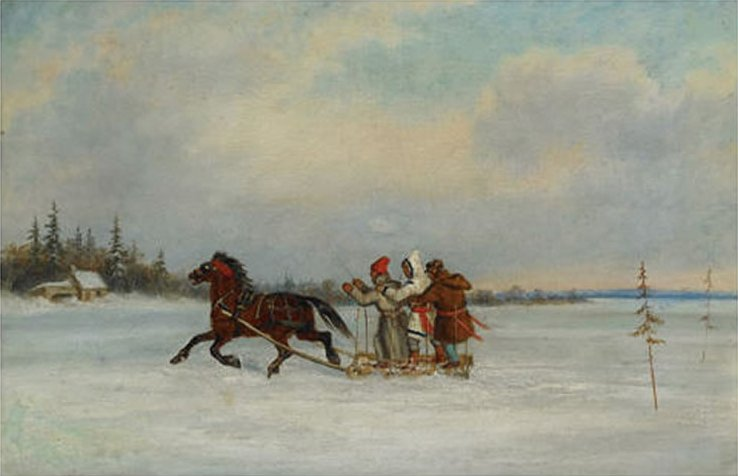
そりに乗るアビタン
クーゲルホフ作

ヌーベルフランスのアビタンの家庭生活は活気があった。大部分の家族では子だくさんで、しばしば10人から12人の子供を持つ家庭もいた。
女性は、成長してからの大部分を妻の仕事と育児についやした。ヌーベルフランスの女性にとって結婚は不可欠で、未亡人になってからも再婚する人も少なくなかった。男性の人数が著しく多いため、女性には夫を選ぶ権利があり、見合い結婚はあまり行われなかった。
教会はアビタンの生活に重要な役割を果たした。教区に管轄地域のすべての出生、結婚そして死亡が記録された。これらの、アビタンにとって重要な節目には、宗教にのっとった行事が行われた。とはいえ、教区は多くの人口と、増えていく土地と共に発展する一方で、アビタンは自分たちの教区に土地に教会と司祭館を提供した、教会は通常、集会所や親睦の場としても使われた 日曜日のミサは、アビタンにとって礼拝のみならず社交の場でもあった。